# Hesydrimorpha gracilipes
Hesydrimorpha gracilipes là một loài nhện trong họ Pisauridae.
Loài này thuộc chi Hesydrimorpha. Hesydrimorpha gracilipes được Embrik Strand miêu tả năm 1911.